# Zingst
Zingst, Ostseeheilbad – gmina w Niemczech w powiecie Vorpommern-Rügen, w kraju związkowym Meklemburgia-Pomorze Przednie; leży we wschodniej części półwyspu Fischland-Darß-Zingst na wybrzeżu Bałtyku.

## Toponimia
Nazwa pochodzi prawdopodobnie od połabskiego seno „siano”. W języku polskim rekonstruowana w formie Sienno lub Sianożęt.

## Współpraca
Miejscowość partnerska:
- Laboe, Szlezwik-Holsztyn